# 尼代省
尼代省（土耳其语：Niğde il）是位于土耳其南部的一个省，首府尼代。 